# Polish International 2016
Die Polish International 2016 im Badminton fanden vom 22. bis zum 25. September 2016 in Bieruń statt. Es war die fünfte Auflage dieser Turnierserie in Polen.

## Sieger und Platzierte
| Disziplin    | Gold                              | Silber                             | Bronze                             |
| ------------ | --------------------------------- | ---------------------------------- | ---------------------------------- |
| Herreneinzel | Victor Svendsen                   | Sourabh Varma                      | Patrick Bjerregaard                |
| Herreneinzel | Victor Svendsen                   | Sourabh Varma                      | Lee Zii Jia                        |
| Dameneinzel  | Rituparna Das                     | Rasika Raje                        | Sonia Cheah Su Ya                  |
| Dameneinzel  | Rituparna Das                     | Rasika Raje                        | Julie MacPherson                   |
| Herrendoppel | Lu Ching-yao Yang Po-han          | Chris Coles Gregory Mairs          | Vighnesh Devlekar Rohan Kapoor     |
| Herrendoppel | Lu Ching-yao Yang Po-han          | Chris Coles Gregory Mairs          | M. R. Arjun Shlok Ramchandran      |
| Damendoppel  | Sanjana Santosh Arathi Sara Sunil | Natalya Voytsekh Yelyzaveta Zharka | Jenny Moore Victoria Williams      |
| Damendoppel  | Sanjana Santosh Arathi Sara Sunil | Natalya Voytsekh Yelyzaveta Zharka | Tereza Švábíková Kateřina Tomalová |
| Mixed        | Mikkel Mikkelsen Mai Surrow       | Paweł Pietryja Aneta Wojtkowska    | Jakub Bitman Alžběta Bášová        |
| Mixed        | Mikkel Mikkelsen Mai Surrow       | Paweł Pietryja Aneta Wojtkowska    | M. R. Arjun Arathi Sara Sunil      |